# NGC 4511
NGC 4511 ist eine Spiralgalaxie vom Hubble-Typ Sb im Sternbild Großer Bär am Nordsternhimmel. Sie ist schätzungsweise 211 Millionen Lichtjahre von der Milchstraße entfernt und hat einen Durchmesser von etwa 70.000 Lichtjahren.
Das Objekt wurde am 17. März 1790 von dem deutsch-britischen  Astronomen William Herschel mithilfe seines 18,7 Zoll-Spiegelteleskops entdeckt.